# Abdul Hafeez Shaikh
Pour les articles homonymes, voir Shaikh.
Abdul Hafeez Shaikh (ourdou : عبدل حفیظ شيخ), né à Jacobabad, est un économiste et homme politique pakistanais. Membre du Parti du peuple pakistanais, il est un économiste reconnu qui a participé à plusieurs gouvernements en tant ministre, dont notamment ministre des Finances de 2010 à 2013 puis de 2019 à 2021.
Diplômé de l'université de Boston où il a obtenu un doctorat et professeur à l'Université Harvard, il devient conseiller spécial au sein de la Banque mondiale avant de rentrer au Pakistan en 2000 pour conseiller le gouvernement du Sind, puis devient ministre fédéral de la privatisation de 2003 à 2006, puis à la suite de la victoire de son parti aux élections législatives de 2008, il est ministre des finances du 18 mars 2010 au 19 février 2013.

## Biographie

### Éducation et carrière professionnelle
Abdul Hafeez Shaikh est né à Jacobabad de Abdul Nabi Shaikh, qui était un proche du Zulfikar Ali Bhutto, fondateur du Parti du peuple pakistanais. Il s'installe aux États-Unis pour suivre ses études et obtient un Master of Science en économie puis une thèse en décembre 1984 de l'Université de Boston. Il fait ensuite des recherches à l'Université Harvard où il a été professeur.
Dans le début des années 1990, il rejoint la Banque mondiale où le devient conseiller. Son site officiel indique qu'il a été à la tête des conseillers sur l'Arabie saoudite et qu'il a conseillé 21 autres pays,.

### Carrière politique

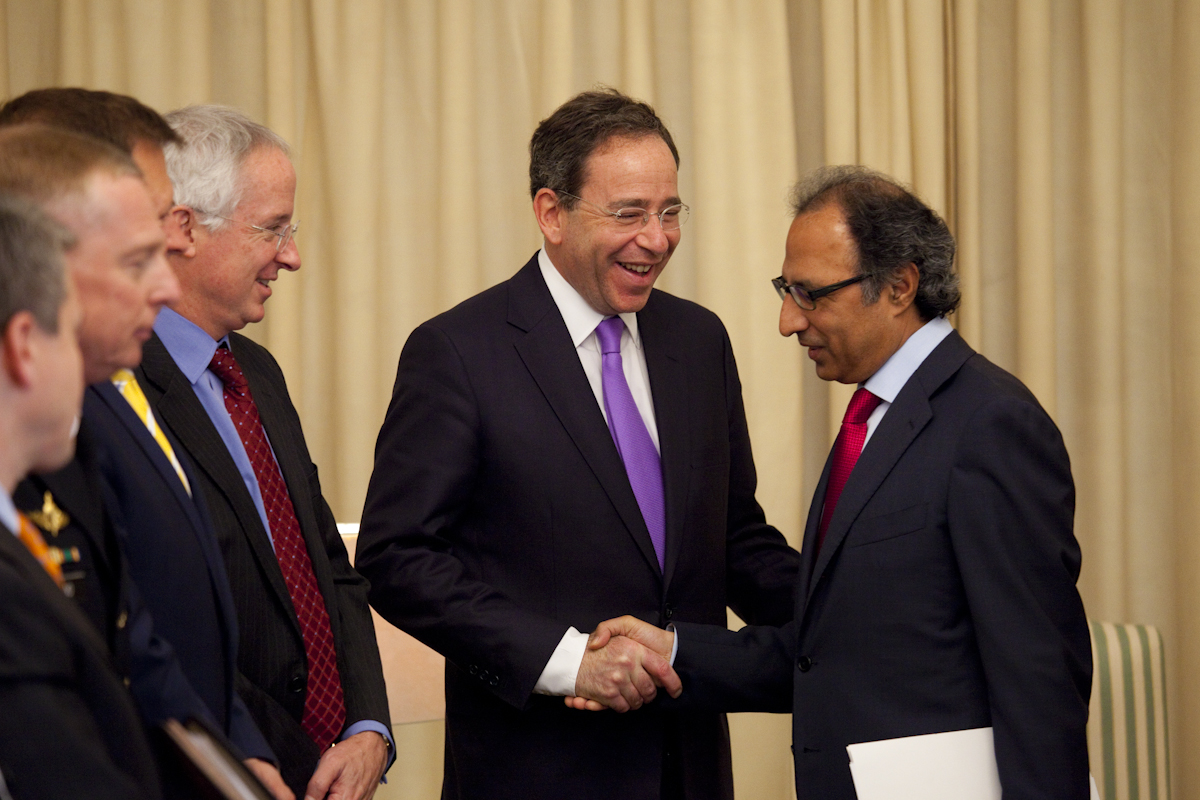
Abdul Hafeez Shaikh rencontre le Secrétaire d’État adjoint américain aux gestions des ressources Thomas R. Nides.

Abdul Hafeez Shaikh rentre au Pakistan au début des années 2000 et conseille de 2000 à 2002 le gouvernement provisoire du Sind dans le but de restaurer les finances publiques de la province.
De 2003 à 2006, il est ministre fédéral de la privatisation et des investissements, dans les gouvernements successifs de Shaukat Aziz, Chaudhry Shujaat Hussain et Zafarullah Khan Jamali du président Pervez Musharraf.
À la suite de la démission d'un sénateur du Sind, il se présente à l'élection partielle et est élu sans opposition en mai 2010 mais démissionne en mars 2013.
Le 18 mars 2010, il est nommé au sein du gouvernement de Youssouf Raza Gilani ministre fédéral des finances alors que le pays connait des difficultés économiques exceptionnelles, causées notamment par les conflits entre armée et talibans, les inondations de l'été 2010 et surtout la crise énergétique due à un manque de production. Il négocie notamment avec le gouvernement américain sur les aides que le pays accorde au Pakistan, tente de favoriser les investissements dans la production d'énergie et négocie avec le Fonds monétaire international le versement des tranches des prêts accordés.
Le 19 février 2013, il démissionne peu avant la fin du mandat du gouvernement au motif qu'il ferait partie des personnes pouvant être appelées pour former un gouvernement intérimaire chargé de l'organisation des élections de mai 2013. Cela-dit, des spéculations se développent selon lesquelles il aurait été poussé vers la sortie à la suite de différends avec le président Asif Ali Zardari,.
Le 18 avril 2019, il est nommé conseiller aux Finances du Premier ministre Imran Khan, occupant de facto la fonction de ministre des Finances, avant d'être formellement élevé à cette position le 11 décembre 2020. Le 29 mars de l'année suivante, il est remplacé par  Hammad Azhar, perdant tout droit à une fonction ministérielle après sa défaite à l'élection sénatoriale, face à Youssouf Raza Gilani. Ce dernier, candidat commun de l'opposition, l'emporte par surprise face au ministre par 169 contre 164 des voix de l'Assemblée nationale.